# تابلو فوراي (فلم)
تابلو فوراي (بالفرنسية: Tableau Ferraille)، هُو فيلم دراما سنغالي صدر سنة 1997 وأخرجه موسى سيني أبسا.

## وصلات خارجية
- مقالات تستعمل روابط فنية بلا صلة مع ويكي بيانات